# Giro dei Paesi Baschi 2005
Il Giro dei Paesi Baschi 2005, quarantacinquesima edizione della corsa e valevole come quinta prova del circuito UCI ProTour 2005, si svolse in cinque tappe dal 4 all'8 aprile 2005, per un percorso totale di 744,3 km. Fu vinto dall'italiano Danilo Di Luca, che terminò la gara in 18h13'53".

## Tappe
| Tappa  | Data     | Percorso                   | km    | Vincitore di tappa | Leader cl. generale |
| ------ | -------- | -------------------------- | ----- | ------------------ | ------------------- |
| 1ª     | 4 aprile | Zarautz > Zarautz          | 133   | Danilo Di Luca     | Danilo Di Luca      |
| 2ª     | 5 aprile | Zarautz > Trapagaran       | 166   | David Moncoutié    | Aitor Osa           |
| 3ª     | 6 aprile | Ortuella > Vitoria-Gasteiz | 176   | Alejandro Valverde | Aitor Osa           |
| 4ª     | 7 aprile | Vitoria-Gasteiz > Altsasu  | 167   | Alejandro Valverde | Aitor Osa           |
| 5ª-1ª  | 8 aprile | Altsasu > Oñati            | 93    | Jens Voigt         | Aitor Osa           |
| 5ª-2ª  | 8 aprile | Oñati (cron. individuale)  | 9,3   | Alberto Contador   | Danilo Di Luca      |
| Totale | Totale   | Totale                     | 744,3 |                    |                     |

## Squadre e corridori partecipanti
Presero parte alla prova le venti squadre con licenza UCI ProTeam. Ammesse tramite l'assegnazione di wild-card furono Relax-Fuenlabrada, Comunidad Valenciana-Elche e Kaiku.
| N.      | Cod. | Squadra                          |
| ------- | ---- | -------------------------------- |
| 1-8     | RAB  | Rabobank                         |
| 11-18   | EUS  | Euskaltel-Euskadi                |
| 21-28   | CSC  | Team CSC                         |
| 31-38   | DSC  | Discovery Channel                |
| 41-48   | LSW  | Liberty Seguros-Würth            |
| 51-58   | LAM  | Lampre-Caffita                   |
| 61-68   | IBA  | Illes Balears-Caisse d'Epargne   |
| 71-78   | PHO  | Phonak Hearing Systems           |
| 81-88   | COF  | Cofidis, le Crédit par Téléphone |
| 91-98   | TMO  | T-Mobile Team                    |
| 101-108 | GST  | Gerolsteiner                     |
| 111-118 | QST  | Quick Step-Innergetic            |

| N.      | Cod. | Squadra                    |
| ------- | ---- | -------------------------- |
| 121-128 | SDV  | Saunier Duval-Prodir       |
| 131-138 | FAS  | Fassa Bortolo              |
| 141-148 | DVL  | Davitamon-Lotto            |
| 151-158 | LIQ  | Liquigas-Bianchi           |
| 161-168 | BTL  | Bouygues Télécom           |
| 171-178 | C.A  | Crédit Agricole            |
| 181-188 | FDJ  | La Française des Jeux      |
| 191-198 | SDM  | Domina Vacanze             |
| 201-208 | REF  | Relax-Fuenlabrada          |
| 211-218 | ECV  | Comunidad Valenciana-Elche |
| 221-228 | KAI  | Kaiku                      |

## Dettagli delle tappe

### 1ª tappa
- 4 aprile: Zarautz > Zarautz – 133 km

Risultati
| Pos. | Corridore                | Squadra       | Tempo    |
| ---- | ------------------------ | ------------- | -------- |
| 1    | Danilo Di Luca           | Liquigas      | 3h10'51" |
| 2    | Miguel Martín Perdiguero | Phonak        | s.t.     |
| 3    | Alejandro Valverde       | Illes Balears | s.t.     |

| Pos. | Corridore                | Squadra       | Tempo    |
| ---- | ------------------------ | ------------- | -------- |
| 1    | Danilo Di Luca           | Liquigas      | 3h10'51" |
| 2    | Miguel Martín Perdiguero | Phonak        | s.t.     |
| 3    | Alejandro Valverde       | Illes Balears | s.t.     |

### 2ª tappa
- 5 aprile: Zarautz > Trapagaran – 166 km

Risultati
| Pos. | Corridore       | Squadra       | Tempo    |
| ---- | --------------- | ------------- | -------- |
| 1    | David Moncoutié | Cofidis       | 3h52'56" |
| 2    | Aitor Osa       | Illes Balears | a 1"     |
| 3    | Davide Rebellin | Gerolsteiner  | a 3"     |

| Pos. | Corridore       | Squadra         | Tempo    |
| ---- | --------------- | --------------- | -------- |
| 1    | Aitor Osa       | Illes Balears   | 7h03'48" |
| 2    | Danilo Di Luca  | Liquigas        | a 2"     |
| 3    | Patrice Halgand | Crédit Agricole | s.t.     |

### 3ª tappa
- 6 aprile: Ortuella > Vitoria-Gasteiz – 176 km

Risultati
| Pos. | Corridore          | Squadra       | Tempo    |
| ---- | ------------------ | ------------- | -------- |
| 1    | Alejandro Valverde | Illes Balears | 4h19'09" |
| 2    | Giovanni Lombardi  | Team CSC      | s.t.     |
| 3    | Björn Leukemans    | Davitamon     | s.t.     |

| Pos. | Corridore       | Squadra         | Tempo     |
| ---- | --------------- | --------------- | --------- |
| 1    | Aitor Osa       | Illes Balears   | 11h22'57" |
| 2    | Danilo Di Luca  | Liquigas        | a 2"      |
| 3    | Patrice Halgand | Crédit Agricole | s.t.      |

### 4ª tappa
- 7 aprile: Vitoria-Gasteiz > Altsasu – 167 km

Risultati
| Pos. | Corridore                | Squadra       | Tempo    |
| ---- | ------------------------ | ------------- | -------- |
| 1    | Alejandro Valverde       | Illes Balears | 4h12'04" |
| 2    | Danilo Di Luca           | Liquigas      | s.t.     |
| 3    | Miguel Martín Perdiguero | Phonak        | s.t.     |

| Pos. | Corridore       | Squadra         | Tempo     |
| ---- | --------------- | --------------- | --------- |
| 1    | Aitor Osa       | Illes Balears   | 15h35'01" |
| 2    | Danilo Di Luca  | Liquigas        | a 2"      |
| 3    | Patrice Halgand | Crédit Agricole | s.t.      |

### 5ª tappa-1ª semitappa
- 8 aprile: Altsasu > Oñati – 93 km

Risultati
| Pos. | Corridore      | Squadra       | Tempo    |
| ---- | -------------- | ------------- | -------- |
| 1    | Jens Voigt     | Team CSC      | 2h23'24" |
| 2    | David Blanco   | C. Valenciana | a 1'15"  |
| 3    | Danilo Di Luca | Liquigas      | a 1'34"  |

| Pos. | Corridore       | Squadra       | Tempo     |
| ---- | --------------- | ------------- | --------- |
| 1    | Aitor Osa       | Illes Balears | 18h00'00" |
| 2    | Danilo Di Luca  | Liquigas      | a 1"      |
| 3    | Davide Rebellin | Gerolsteiner  | a 5"      |

### 5ª tappa-2ª semitappa
- 8 aprile: Oñati – Cronometro individuale – 9,3 km

Risultati
| Pos. | Corridore        | Squadra      | Tempo  |
| ---- | ---------------- | ------------ | ------ |
| 1    | Alberto Contador | Liberty Seg. | 13'43" |
| 2    | Bobby Julich     | Team CSC     | a 5"   |
| 3    | Davide Rebellin  | Gerolsteiner | a 8"   |

| Pos. | Corridore        | Squadra      | Tempo     |
| ---- | ---------------- | ------------ | --------- |
| 1    | Danilo Di Luca   | Liquigas     | 18h13'53" |
| 2    | Davide Rebellin  | Gerolsteiner | a 3"      |
| 3    | Alberto Contador | Liberty Seg. | a 11"     |

## Evoluzione delle classifiche
| Tappa              | Vincitore          | Classifica generale | Classifica a punti | Classifica scalatori | Classifica sprint | Classifica squadre    |
| ------------------ | ------------------ | ------------------- | ------------------ | -------------------- | ----------------- | --------------------- |
| 1ª                 | Danilo Di Luca     | Danilo Di Luca      | Danilo Di Luca     | Carlos Zárate        | Iban Mayoz        | Liquigas-Bianchi      |
| 2ª                 | David Moncoutié    | Aitor Osa           | Danilo Di Luca     | Jon Bru              | Iban Mayoz        | Saunier Duval-Prodir  |
| 3ª                 | Alejandro Valverde | Aitor Osa           | Danilo Di Luca     | Jon Bru              | Iban Mayoz        | Saunier Duval-Prodir  |
| 4ª                 | Alejandro Valverde | Aitor Osa           | Danilo Di Luca     | Andoni Aranaga       | Iban Mayoz        | Saunier Duval-Prodir  |
| 5ª-1ª              | Jens Voigt         | Aitor Osa           | Danilo Di Luca     | David Latasa         | Iban Mayoz        | Rabobank              |
| 5ª-2ª              | Alberto Contador   | Danilo Di Luca      | Danilo Di Luca     | David Latasa         | Iban Mayoz        | Liberty Seguros-Würth |
| Classifiche finali | Classifiche finali | Danilo Di Luca      | Danilo Di Luca     | David Latasa         | Iban Mayoz        | Liberty Seguros-Würth |

## Classifiche finali

### Classifica generale
| Pos. | Corridore        | Squadra       | Tempo     |
| ---- | ---------------- | ------------- | --------- |
| 1    | Danilo Di Luca   | Liquigas      | 18h13'53" |
| 2    | Davide Rebellin  | Gerolsteiner  | a 3"      |
| 3    | Alberto Contador | Liberty Seg.  | a 11"     |
| 4    | Aitor Osa        | Illes Balears | a 14"     |
| 5    | Bobby Julich     | Team CSC      | a 18"     |
| 6    | Óscar Pereiro    | Phonak        | a 24"     |
| 7    | Michael Boogerd  | Rabobank      | a 25"     |
| 8    | Michael Rogers   | Quick Step    | a 26"     |
| 9    | Damiano Cunego   | Lampre        | a 27"     |
| 10   | Ricardo Serrano  | Kaiku         | a 29"     |

### Classifica a punti
| Pos. | Corridore                | Squadra       | Punti |
| ---- | ------------------------ | ------------- | ----- |
| 1    | Danilo Di Luca           | Liquigas      | 99    |
| 2    | Alejandro Valverde       | Illes Balears | 66    |
| 3    | Miguel Martín Perdiguero | Phonak        | 65    |
| 4    | Aitor Osa                | Illes Balears | 45    |
| 5    | Damiano Cunego           | Lampre        | 41    |

### Classifica scalatori
| Pos. | Corridore      | Squadra       | Punti |
| ---- | -------------- | ------------- | ----- |
| 1    | David Latasa   | C. Valenciana | 29    |
| 2    | Andoni Aranaga | Kaiku         | 24    |
| 3    | Jens Voigt     | Team CSC      | 18    |
| 4    | Jon Bru        | Kaiku         | 12    |
| 5    | Eladio Jiménez | C. Valenciana | 12    |

### Classifica sprint
| Pos. | Corridore          | Squadra         | Tempo |
| ---- | ------------------ | --------------- | ----- |
| 1    | Iban Mayoz         | Relax           | 13    |
| 2    | Benoît Poilvet     | Crédit Agricole | 11    |
| 3    | Jens Voigt         | Team CSC        | 9     |
| 4    | Aleksandr Kolobnev | Rabobank        | 9     |
| 5    | Carlos Zárate      | C. Valenciana   | 6     |

### Classifica squadre
| Pos. | Squadra                | Tempo     |
| ---- | ---------------------- | --------- |
| 1    | Liberty Seguros-Würth  | 54h44'00" |
| 2    | Rabobank               | a 7"      |
| 3    | Discovery Channel      | a 1'08"   |
| 4    | Saunier Duval-Prodir   | a 2'08"   |
| 5    | Phonak Hearing Systems | a 5'02"   |

## Punteggi UCI
| Pos. | Corridore          | Squadra       | Punti |
| ---- | ------------------ | ------------- | ----- |
| 1    | Danilo Di Luca     | Liquigas      | 51    |
| 2    | Davide Rebellin    | Gerolsteiner  | 40    |
| 3    | Alberto Contador   | Liberty Seg.  | 35    |
| 4    | Aitor Osa          | Illes Balears | 30    |
| 5    | Bobby Julich       | Team CSC      | 25    |
| 6    | Óscar Pereiro      | Phonak        | 20    |
| 7    | Michael Boogerd    | Rabobank      | 15    |
| 8    | Michael Rogers     | Quick Step    | 10    |
| 9    | Damiano Cunego     | Lampre        | 5     |
| 10   | Alejandro Valverde | Illes Balears | 2     |
| 11   | David Moncoutié    | Cofidis       | 1     |
| 12   | Jens Voigt         | Team CSC      | 1     |

| Pos. | Squadra                          | Punti |
| ---- | -------------------------------- | ----- |
| 1    | Liberty Seguros-Würth            | 20    |
| 2    | Rabobank                         | 19    |
| 3    | Discovery Channel                | 18    |
| 4    | Saunier Duval-Prodir             | 17    |
| 5    | Phonak Hearing Systems           | 16    |
| 6    | T-Mobile Team                    | 15    |
| 7    | Team CSC                         | 14    |
| 8    | Illes Balears-Caisse d'Epargne   | 13    |
| 9    | Fassa Bortolo                    | 15    |
| 10   | Cofidis, le Crédit par Téléphone | 11    |
| 11   | Davitamon-Lotto                  | 10    |
| 12   | Lampre-Caffita                   | 9     |
| 13   | Quick Step-Innergetic            | 8     |
| 14   | Crédit Agricole                  | 7     |
| 15   | Euskaltel-Euskadi                | 5     |
| 16   | La Française des Jeux            | 3     |
| 17   | Liquigas-Bianchi                 | 2     |
| 18   | Bouygues Télécom                 | 1     |